# 21627 Сілліс
21627 Сілліс (21627 Sillis) — астероїд головного поясу, відкритий 13 липня 1999 року.
Тіссеранів параметр щодо Юпітера — 3,381.